# 小繫站
小繫站（日语：／ Kotsunagi eki */?）是位於岩手縣二戶郡一戶町，屬於IGR岩手銀河鐵道的岩手銀河鐵道線車站。

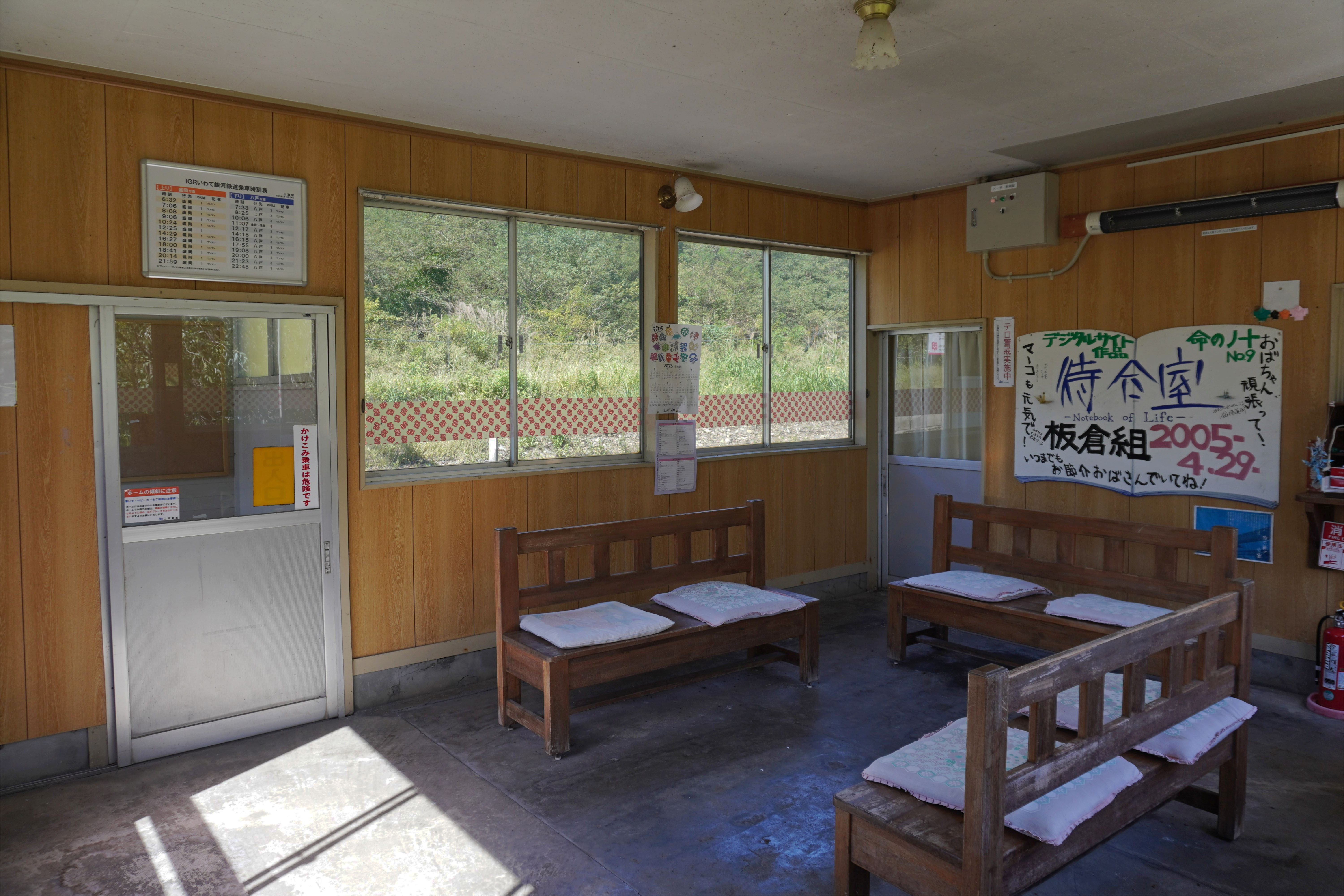
車站內部（2023年9月）

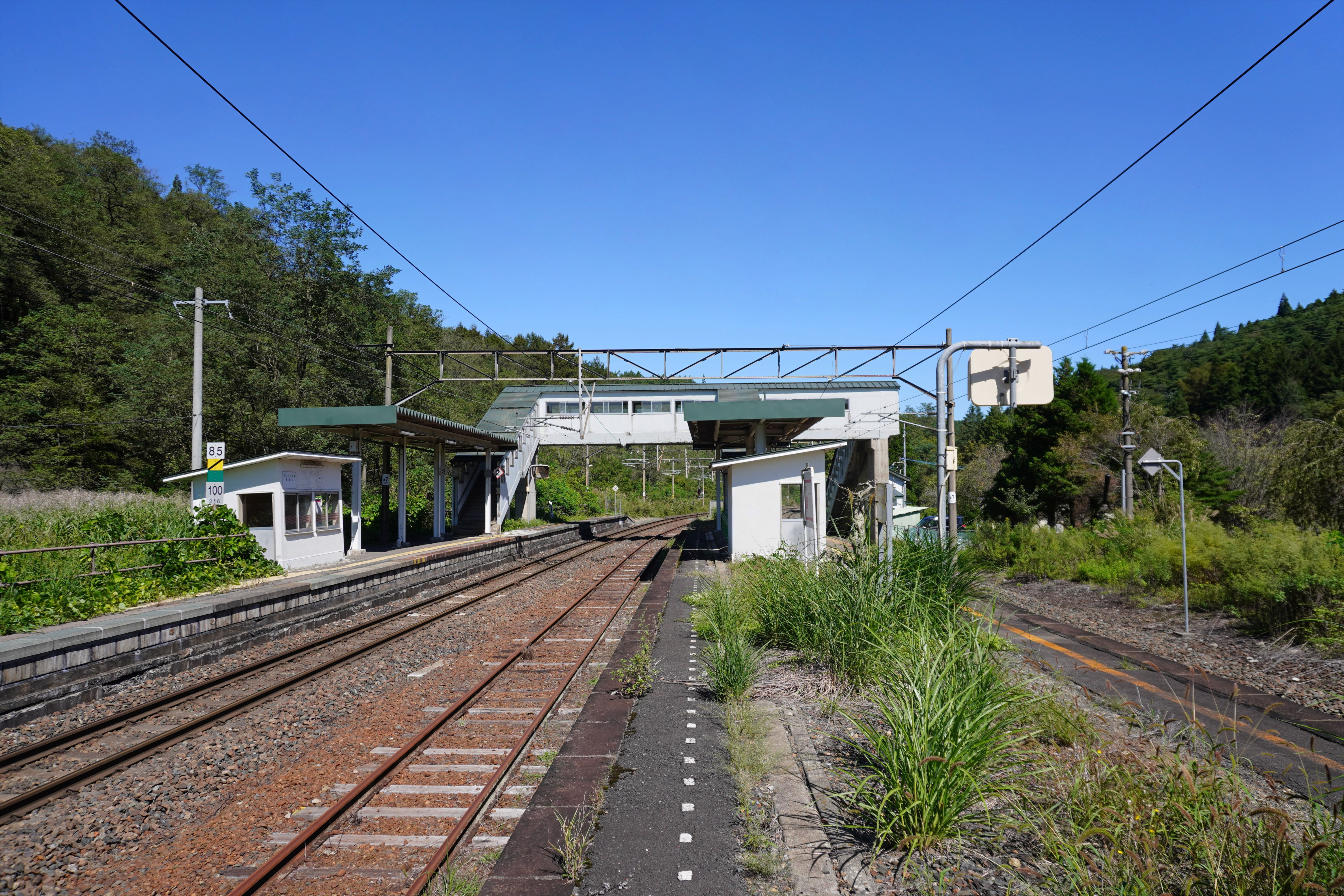
月台（2023年9月）

## 歷史
- 1904年（明治37年）12月31日：日本鐵道小繋供水處啟用。
- 1906年（明治39年）11月1日：日本鐵道根據鐵道國有法（日语：鉄道国有法）而國有化。成為官設鐵道的小繋供水供煤站。
- 1909年（明治42年）9月21日：升級至車站，名為小繋站。
- 1962年（昭和37年）10月1日：終止貨物起卸業務。
- 1982年（昭和57年）2月1日：成為簡易委託車站。
- 1987年（昭和62年）4月1日：伴隨國鐵分割民營化，車站由東日本旅客鐵道（JR東日本）營運。
- 1992年（平成4年）：成為無人車站。
- 2002年（平成14年）12月1日：東北新幹線延伸至八戶，此站變由IGR岩手銀河鐵道管理。此站成為委託車站，再次成為有人車站。
- 2005年（平成17年）：此站成為板倉真琴（日语：板倉真琴）監督的電影「候車室（日语：待合室 (映画)）」的舞台[1]。
- 2009年（平成21年）3月14日：再次成為無人車站。車站大樓內不再發售車票，改為站外委託車站業務。
- 2017年（平成29年）4月1日：不再站外委託業務。完全成為無人車站。

## 車站構造
本站是地面車站，設有2面2線的單式月台。中線（2號線）的路軌由於沒有列車使用，因而撤走。各月台之間透過跨線橋連接。
此站是由二戶站管理的無人車站。在當初IGR接管此車站時設有售票處，後來在2009年結束此服務。取而代之為在小繋站前附近的『里山市場』內售票，售票營業時間為7:00 - 18:00。該處的售票服務在2017年3月31日終止。

### 月台
| 月台 | 路線            | 上下行 | 方向                 |
| ---- | --------------- | ------ | -------------------- |
| 1    | ■岩手銀河鐵道線 | 上行   | 岩手沼宮內、盛岡方向 |
| 3    | ■岩手銀河鐵道線 | 下行   | 二戶、八戶方向       |

## 使用狀況
根據「IGR岩手銀河鐵道」的資料，在2019年度（令和元年度）1日平均上下車人次為7人，為IGR岩手銀河鐵道線中最少人使用的車站。
以下列出近年乘客人次：
| 乘車人次變化                | 乘車人次變化       | 乘車人次變化    |
| 年度                        | 1日平均 上下車人次 | 參考資料        |
| --------------------------- | ------------------ | --------------- |
| 2002年（平成14年）(IGR時代) | 46                 | [ 利用客数 2 ]  |
| 2003年（平成15年）          | 43                 | [ 利用客数 3 ]  |
| 2004年（平成16年）          | 43                 | [ 利用客数 4 ]  |
| 2005年（平成17年）          | 38                 | [ 利用客数 5 ]  |
| 2006年（平成18年）          | 38                 | [ 利用客数 6 ]  |
| 2007年（平成19年）          | 38                 | [ 利用客数 7 ]  |
| 2008年（平成20年）          | 39                 | [ 利用客数 8 ]  |
| 2009年（平成21年）          | 47                 | [ 利用客数 9 ]  |
| 2010年（平成22年）          | 40                 | [ 利用客数 10 ] |
| 2011年（平成23年）          | 37                 | [ 利用客数 11 ] |
| 2012年（平成24年）          | 27                 | [ 利用客数 12 ] |
| 2013年（平成25年）          | 22                 | [ 利用客数 13 ] |
| 2014年（平成26年）          | 16                 | [ 利用客数 14 ] |
| 2015年（平成27年）          | 16                 | [ 利用客数 15 ] |
| 2016年（平成28年）          | 15                 | [ 利用客数 16 ] |
| 2017年（平成29年）          | 12                 | [ 利用客数 17 ] |
| 2018年（平成30年）          | 10                 | [ 利用客数 18 ] |
| 2019年（令和元年）          | 7                  | [ 利用客数 1 ]  |

## 車站周邊
- 國道4號
- 小繋簡易郵局
- 立花酒店（電影「候車室」的舞台）
- 小繋兒童館
- 里山市場
- 岩手縣北巴士（日语：岩手県北自動車）「小繋站前」巴士站

## 相鄰車站
IGR岩手銀河鐵道
■岩手銀河鐵道
奧中山高原－小繋－小鳥谷

## 注腳

### 使用狀況
1. 1 2   (PDF). IGRいわて銀河鉄道.   [2020-08-09]. （原始内容 (PDF)存档于2020-08-10） （日语）.
2. ↑   (PDF). IGRいわて銀河鉄道.   [2019-02-04]. （原始内容 (PDF)存档于2019-02-04） （日语）.
3. ↑   (PDF). IGRいわて銀河鉄道.   [2019-02-04]. （原始内容 (PDF)存档于2019-02-04） （日语）.
4. ↑   (PDF). IGRいわて銀河鉄道.   [2019-02-04]. （原始内容 (PDF)存档于2019-02-04） （日语）.
5. ↑   (PDF). IGRいわて銀河鉄道.   [2019-02-04]. （原始内容 (PDF)存档于2019-02-04） （日语）.
6. ↑   (PDF). IGRいわて銀河鉄道.   [2019-02-04]. （原始内容 (PDF)存档于2019-02-04） （日语）.
7. ↑   (PDF). IGRいわて銀河鉄道.   [2019-02-04]. （原始内容 (PDF)存档于2019-02-04） （日语）.
8. ↑   (PDF). IGRいわて銀河鉄道.   [2019-02-04]. （原始内容 (PDF)存档于2019-02-04） （日语）.
9. ↑   (PDF). IGRいわて銀河鉄道.   [2019-02-04]. （原始内容 (PDF)存档于2019-02-04） （日语）.
10. ↑   (PDF). IGRいわて銀河鉄道.   [2019-02-04]. （原始内容 (PDF)存档于2019-02-04） （日语）.
11. ↑   (PDF). IGRいわて銀河鉄道.   [2019-02-04]. （原始内容 (PDF)存档于2019-02-04） （日语）.
12. ↑   (PDF). IGRいわて銀河鉄道.   [2019-02-04]. （原始内容 (PDF)存档于2019-02-04） （日语）.
13. ↑   (PDF). IGRいわて銀河鉄道.   [2019-02-04]. （原始内容 (PDF)存档于2019-02-04） （日语）.
14. ↑   (PDF). IGRいわて銀河鉄道.   [2019-02-04]. （原始内容 (PDF)存档于2019-02-04） （日语）.
15. ↑   (PDF). IGRいわて銀河鉄道.   [2019-02-04]. （原始内容 (PDF)存档于2019-02-04） （日语）.
16. ↑   (PDF). IGRいわて銀河鉄道.   [2019-02-04]. （原始内容 (PDF)存档于2019-02-04） （日语）.
17. ↑   (PDF). IGRいわて銀河鉄道.   [2019-02-04]. （原始内容 (PDF)存档于2019-02-04） （日语）.
18. ↑   (PDF). IGRいわて銀河鉄道.   [2019-07-20]. （原始内容 (PDF)存档于2019-07-08） （日语）.

## 外部連結
- IGR岩手銀河鐵道 小繋站 （页面存档备份，存于）（日語）